# Periodi di sonno REM all'addormentamento
I periodi di sonno REM all'addormentamento (SOREMPs, acronimo inglese di sleep onset rapid eye movement periods) sono una caratteristica peculiare della narcolessia e, più raramente, dell'ipersonnia idiopatica; ma possono essere presenti anche in soggetti particolarmente assonnati, a prescindere da quale sia la causa della loro ESD.
Di solito la fase REM del sonno subentra parecchio tempo dopo che ci si è addormenati (più di un'ora dopo). Quando invece un periodo di fase REM compare poco tempo dopo che ci si è addormentati (cioè nei 15 minuti successivi), allora si parla di SOREMP.
Per monitorare le fasi del sonno viene utilizzata una particolare metodica elettroencefalografica. Il SOREMP, solitamente, viene identificato durante un test delle latenze multiple del sonno (MSLT), ma può essere registrato anche durante una polisonnografia. La comparsa di due o più SOREMPs durante un MSLT è fortemente suggestiva di narcolessia (che però non può essere diagnosticata solo sulla base di questo dato).